# Daman, Gansu
Daman (kinesiska: 大满) är en köping i nordvästra Kina. Den ligger i stadsdistriktet Ganzhou i staden Zhangye i provinsen Gansu,  omkring 430 kilometer nordväst om provinshuvudstaden Lanzhou. Antalet invånare är 29 489. Befolkningen består av 14 255 kvinnor och 15 234 män. Barn under 15 år utgör 16,0 %, vuxna 15-64 år 76 %, och äldre över 65 år 7,0 %.